# Uranotaenia pulcherrima
Uranotaenia pulcherrima är en tvåvingeart som beskrevs av Lynch Arribalzaga 1891. Uranotaenia pulcherrima ingår i släktet Uranotaenia och familjen stickmyggor. Inga underarter finns listade i Catalogue of Life.